# Équipe cycliste Aromitalia 3T Vaiano
Aromitalia 3T Vaiano est une équipe cycliste féminine basée à Vaiano proche de Florence dans la province italienne de Toscane. Elle est dirigée par Elisa Maggini, Stefano Giugni et Renato Poli. Elle compte parmi ses membres la Lituanienne Rasa Leleivytė.

## Histoire de l'équipe
La formation a son siège à Vaiano proche de Florence dans la province italienne de Toscane. L'équipe est issue de l'équipe féminine du Veloclub Vaiano. Elle est créée en 2010 et court en tant qu'équipe féminine UCI. Outre des coureuses italiennes, elle comprend régulièrement des athlètes d'Europe de l’Est. La coureuse la plus titrée de l'équipe est la lituanienne Rasa Leleivytė, qui a rejoint l'équipe en 2011. Le coureuse la plus célèbre de l'équipe est Marta Bastianelli, qui a couru pour l'équipe lors de la saison 2015. Letizia Borghesi, Giada Borghesi et Sofia Collinelli sont également passées par l'équipe avant de faire le saut dans une équipe World Tour.
De 2010 à 2023, l'équipe est invitée chaque année au Tour d'Italie féminin. Letizia Borghesi obtient le plus grand succès de la formation en 2019 en remportant la quatrième étape, qui est également la seule victoire de l'équipe sur l'UCI World Tour féminin.

## Classements UCI
Ce tableau présente les places de l'équipe Aromitalia Vaiano au classement de l'Union cycliste internationale en fin de saison, ainsi que ses meilleures coureuses au classement individuel.
| Classement UCI | Classement UCI         | Classement UCI                              | Classement UCI |
| Année          | Classement par équipes | Meilleure coureuse au classement individuel |                |
| -------------- | ---------------------- | ------------------------------------------- | -------------- |
| 2010           | 20e                    | Kataržina Sosna (93e)                       |                |
| 2011           | 14e                    | Rasa Leleivytė (12e)                        |                |
| 2012           | 20e                    | Alona Andruk (47e)                          |                |
| 2013           | 24e                    | Serika Gulumá (73e)                         |                |
| 2014           | 25e                    | Serika Gulumá (121e)                        |                |
| 2015           | 24e                    | Marta Bastianelli (76e)                     |                |
| 2016           | 26e                    | Rasa Leleivytė (64e)                        |                |
| 2017           | 25e                    | Rasa Leleivytė (50e)                        |                |
| 2018           | 25e                    | Rasa Leleivytė (42e)                        |                |
| 2019           | 31e                    | Rasa Leleivytė (96e)                        |                |
| 2020           | 29e                    | Rasa Leleivytė (50e)                        |                |
| 2021           | 21e                    | Rasa Leleivytė (79e)                        |                |
| 2022           | 40e                    | Rasa Leleivytė (114e)                       |                |
| 2023           | 56e                    | Rasa Leleivytė (275e)                       |                |
| 2024           | 56e                    | Rasa Leleivytė (223e)                       |                |
|                |                        |                                             |                |
| Source : UCI   |                        |                                             |                |

L'équipe a intégré la Coupe du monde dès sa création en 2010. Le tableau ci-dessous présente les classements de l'équipe sur ce circuit, ainsi que sa meilleure coureuse au classement individuel.
| Coupe du monde | Coupe du monde         | Coupe du monde                              | Coupe du monde |
| Année          | Classement par équipes | Meilleure coureuse au classement individuel |                |
| -------------- | ---------------------- | ------------------------------------------- | -------------- |
| 2010           | 24e                    | Irene Falorni (92e)                         |                |
| 2011           | 18e                    | Rasa Leleivytė (19e)                        |                |
| 2012           | 34e                    | Rasa Leleivytė (106e)                       |                |
| 2013           | -                      | -                                           |                |
| 2014           | -                      | -                                           |                |
| 2015           | 16e                    | Marta Bastianelli (42e)                     |                |
|                |                        |                                             |                |
| Source : UCI   |                        |                                             |                |

À partir de 2016, l'UCI World Tour féminin remplace la Coupe du monde.
| UCI World Tour | UCI World Tour         | UCI World Tour                              | UCI World Tour |
| Année          | Classement par équipes | Meilleure coureuse au classement individuel |                |
| -------------- | ---------------------- | ------------------------------------------- | -------------- |
| 2016           | 29e                    | Rasa Leleivytė (93e)                        |                |
| 2017           | 23e                    | Rasa Leleivytė (65e)                        |                |
| 2018           | 36e                    | Angelica Brogi (143e)                       |                |
| 2019           | 23e                    | Michela Balducci (84e)                      |                |
| 2020           | 20e                    | Rasa Leleivytė (74e)                        |                |
| 2022           | 38e                    | Rasa Leleivytė (197e)                       |                |
|                |                        |                                             |                |
| Source : UCI   |                        |                                             |                |

## Victoires principales

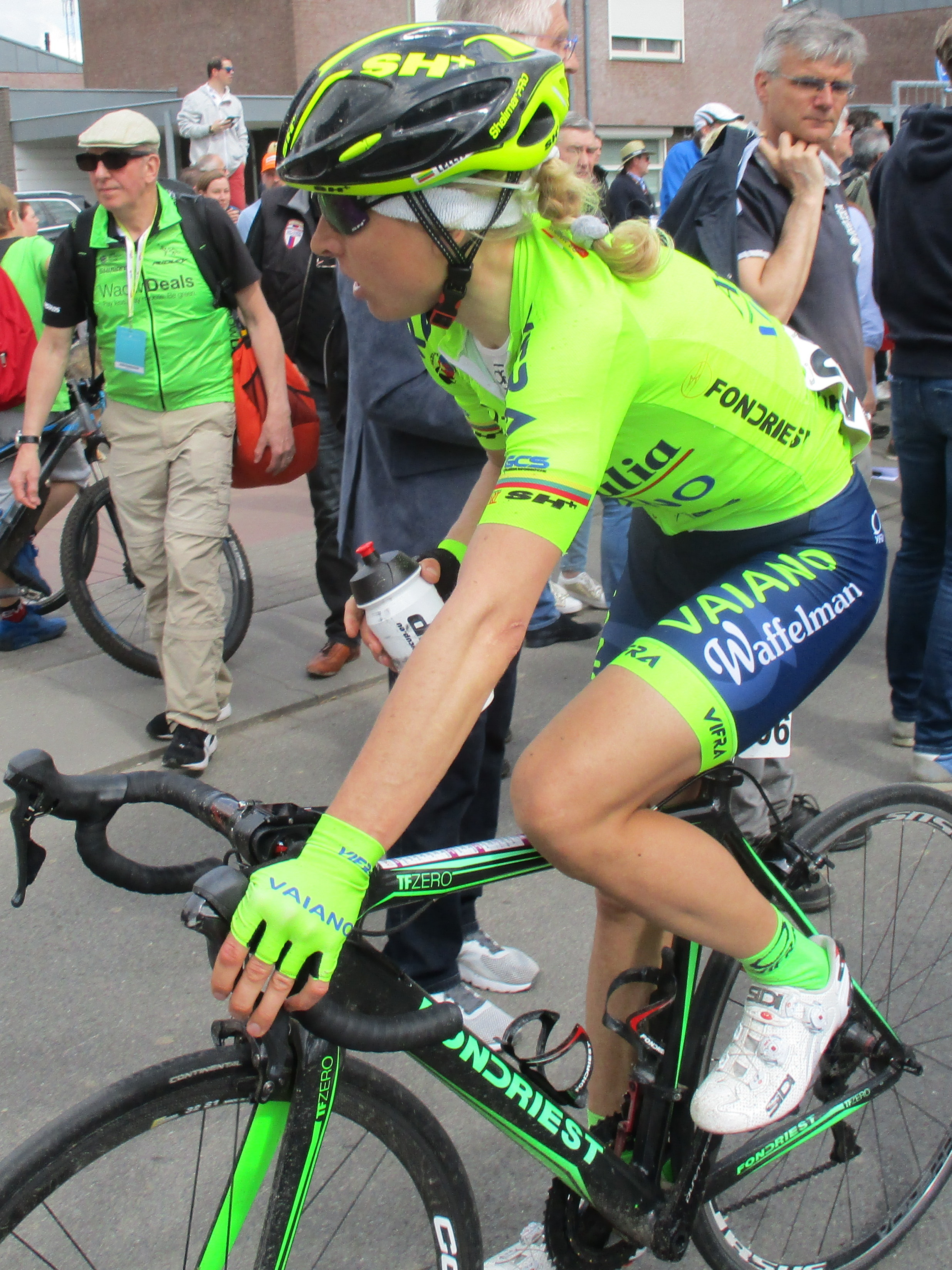
Rasa Leleivytė en 2018

### Compétitions internationales
- Championnats panaméricains : 1
  - Contre-la-montre : 2016 (Serika Gulumá)

### Championnats nationaux
Cyclisme sur route
- Championnats de Colombie : 1
  - Contre-la-montre : 2014 (Serika Gulumá)
- Championnats de Lettonie : 3
  - Course en ligne : 2016 (Lija Laizāne)
  - Contre-la-montre : 2015 et 2016 (Lija Laizāne)
- Championnats de Lituanie : 4
  - Course en ligne : 2011 (Rasa Leleivytė), 2021 (Inga Čilvinaitė)
  - Contre-la-montre : 2010 (Kataržina Sosna), 2021 (Inga Čilvinaitė)
- Championnats d'Ukraine : 1
  - Course en ligne : 2012 (Alona Andruk)

## Encadrement
Depuis sa fondation, l'équipe est dirigée par Elisa Maggini, son représentant auprès de l'UCI est Stefano Giugni, Renato Poli est directeur sportif adjoint. Depuis 2011, Paolo Baldi occupe également ce poste. Il était directeur sportif de l'équipe Safi-Pasta Zara l'année précédente. Depuis 2014, Matteo Ferrari vient s'ajouter en tant que directeur sportif adjoint. En 2015, les mécaniciens sont Elia Corrao et Stefano Stefanini, les masseurs Marco Andreini et Emiliano Marchese, le médecin Roberto Rempi. 

## Partenaires
La ville de Vaiano donne son nom à l'équipe. De 2010 à 2011, Solaristech, une société spécialisée dans l'installation de centrale électrique à énergies renouvelables parraine l'équipe. En 2012, Tepso un fabricant d'habillement est le partenaire secondaire de l'équipe. Depuis 2010, les cycles sont fournis par la marque Fondriest. Elle prête son nom à l'équipe entre 2013 et 2014. En 2015, l'entreprise agroalimentaire Aromitalia finance l'équipe. 

## Dopage
Rasa Leleivytė, alors membre de l'équipe, est contrôlée positive à l'EPO le 12 juillet 2012. Elle est en conséquence suspendue deux ans.

## Aromitalia 3T Vaiano en 2025
Effectif
| Effectif 2025            | Effectif 2025     | Effectif 2025 | Effectif 2025                           |
| Cycliste                 | Date de naissance | Pays          | Équipe précédente                       |
| ------------------------ | ----------------- | ------------- | --------------------------------------- |
| Irene Affolati           | 3 mai 2002        | Italie        | Team Mendelspeck (2022)                 |
| Fanny Bonini             | 9 juin 2003       | Italie        |                                         |
| Lucia Brillante Romeo    | 31 janvier 2006   | Italie        |                                         |
| Serena Brillante Romeo   | 20 mars 2004      | Italie        |                                         |
| Romina Costantini        | 12 décembre 2004  | Italie        |                                         |
| Virginia Iaccarino       | 25 mars 2006      | Italie        |                                         |
| Eleonora La Bella        | 14 janvier 2006   | Italie        |                                         |
| Rasa Leleivytė           | 22 juillet 1988   | Lituanie      | Safi-Pasta Zara (2010)                  |
| Argyro Milaki            | 3 juillet 1992    | Grèce         | Lviv Cycling Team (2021)                |
| Ainhoa Moreno            | 23 août 2004      | Espagne       |                                         |
| Alice Papo               | 17 août 2003      | Italie        | A.S.D. K2 Women Team (2024)             |
| Elisa Tottolo            | 21 janvier 2005   | Italie        |                                         |
| Hanna Tserakh            | 7 septembre 1998  | Biélorussie   | BTC City Ljubljana Zhiraf Ambedo (2024) |
| Valentina Zanzi          | 18 février 2005   | Italie        |                                         |
|                          |                   |               |                                         |
| Source : ProCyclingStats |                   |               |                                         |

Victoires
| Victoires | Victoires | Victoires | Victoires | Victoires | Victoires |
| Date      | Course    | Pays      | Classe    | Vainqueur |           |
| --------- | --------- | --------- | --------- | --------- | --------- |